# Oldenlandia verticillata
Espèce

Oldenlandia verticillata (synonyme : Hedyotis verticillata) est une espèce de plantes dicotylédones de la famille des Rubiaceae, originaire d'Asie du Sud-Est.
On a isolé à partir des feuilles de cette plante un composé chimique, la kaempféritrine, qui est un hétéroside du kaempférol.
Cette espèce est devenue une mauvaise herbe importante, notamment dans les plantations de palmiers à huile de Malaisie, dans lesquelles ont été signalées des populations présentant des cas de résistance multiple à des herbicides (paraquat et glyphosate).

## Description
Oldenlandia verticillata est une plante herbacée annuelle ou vivace, très ramifiée, à port étalé, atteignant 30 cm de haut environ. Le système racinaire est constitué d'une robuste racine pivotante.
Les tiges, aplaties, à quatre angles et généralement 2 sillons, sont plus ou moins hispiduleuses.
Les feuilles, sessiles ou à pétiole de moins de 2 mm, sont plus ou moins glabrescentes.
Le limbe, qui devient papyracé ou finement parcheminé en séchant, est elliptique ou linéaire-lancéolé, et mesure de 2,5 à 6 cm de long sur 0,3 à 2 cm de large.
Les inflorescences sont des glomérules, axillaires, de 5 à 10 mm de diamètre, à nombreuses fleurs.
Celles-ci, sessiles à subsessiles, ont une corolle blanche, en forme d'entonnoir, avec un tube d'environ 2 mm et des lobes lancéolés de 1,8 à 2 mm.
Les fruits sont des capsules loculicides, ovoides, de 2 à 3 mm de long sur 1,5 à 2 mm de large. Ils renferment de nombreuses graines brun clair, anguleuses.
La floraison et la fructification ont lieu de mars à novembre.

## Distribution et habitat
L'aire de répartition de  s'étend essentiellement en Asie :
- Asie tempérée : Chine (Sud-Est, Haïnan), Extrême-Orient (Kazan-Retto, Nansei-Shoto, Taïwan) ;
- Asie tropicale : sous-continent indien (Assam, Bangladesh, Himalaya oriental, Inde, Népal),  péninsule indochinoise (Myanmar, îles Nicobar, Thaïlande, Vietnam), Malesia (Bornéo, Java, Malaya, Moluques, Philippines, Sulawesi, Sumatra) ;
- région du Pacifique : îles Carolines, îles Gilbert.

Cette espèce préfère les endroits ensoleillés ou légèrement ombragés, dans des stations sèches, peu fertiles. On la rencontre dans les anciennes clairières, les forêts de teck et les fourrés, à des altitudes allant jusqu'à 1600 mètres.

## Taxinomie

### Synonymes
Catalogue of Life (29 février 2016) :
- Hedyotis crassifolia Blume, nom. illeg.,
- Hedyotis hispida Retz.,
- Hedyotis hispida Roth, nom. illeg.,
- Hedyotis verticillata (L.) Lam.,
- Hedyotis verticillata var. barlettii Fosberg & Sachet,
- Hedyotis verticillata var. scaberrima Hatus.,
- Hedyotis wallichii Walp.,
- Oldenlandia angustifolia Benth., nom. illeg.,
- Oldenlandia hispida (Retz.) Lam.,
- Scleromitrion crassifolium Miq.,
- Scleromitrion hispidum (Retz.) Korth.

### Liste des variétés
Selon Tropicos (29 février 2016) :
- variété Oldenlandia verticillata var. trichocarpa Bremek.

## Utilisation
Dans la péninsule malaise et en Inde, Oldenlandia verticillata est utilisée comme plante médicinale. Les parties aériennes servent à préparer des cataplasmes pour soigner les maux de tête et, chez les petits enfants, les maux d'estomac. Une décoction de la plante, buvable, est employée contre la dysenterie.